# Betty Blue (Playmate)
Betty Blue (West Memphis, 14 agosto 1931 – 23 agosto 2000) è stata una modella, showgirl e attrice statunitense.

## Biografia
Betty è stata una showgirl presso l'El Rancho Hotel di Las Vegas, prima di diventare playmate. Grazie ad alcune sue foto nude scattate per la rivista Playboy nel 1956 divenne playmate. Betty ebbe una breve carriera in alcuni film commerciali e in alcuni film di serie B.
Dal 1957 al 1963 è stata sposata con il regista Harold Lime. La coppia si risposò nel 1991. Dopo la sua morte avvenuta nel 2000 a causa di insufficienza cardiaca, le sue ceneri sono state sparse sul terreno della Playboy Mansion.

## Filmografia
- Not Tonight Henry (1961), regia di W. Merle Connell
- Women in Revolt (1971), regia di Paul Morrissey